# Chris Menges
Chris Menges (* 15. September 1940 in Kington, Herefordshire, England) ist ein britischer Kameramann und Filmregisseur und Mitglied der British Society of Cinematographers.

## Leben
Menges drehte als Kameramann seine ersten Filme Anfang der 1970er Jahre in England. Seit Anfang der 1980er Jahre gilt er als einer der renommiertesten Kameramänner in Europa. Der Film Local Hero von Bill Forsyth aus dem Jahre 1983 öffnete ihm dann auch die Türen in Hollywood.
Seinen ersten Oscar gewann er 1985 für The Killing Fields von Roland Joffé. Diesen Erfolg konnte er gemeinsam mit Joffé 1987 mit dem Film Mission wiederholen. Diese Erfolge ermutigten ihn, auch als Regisseur zu arbeiten. 1988 hatte der dann großen Erfolg mit dem Film Zwei Welten, ein Drama um die südafrikanische Journalistin Ruth First (gespielt von Barbara Hershey). Der Film gewann auf dem Filmfestival Cannes 1988 den großen Preis der Jury.
1997 wurde er für seine Kameraarbeit in Neil Jordans Film Michael Collins über den irischen Freiheitskämpfer erneut für den Oscar nominiert. Für seine Arbeit an Tommy Lee Jones’ Western Three Burials – Die drei Begräbnisse des Melquiades Estrada wurde er bei den Independent Spirit Awards 2006 nominiert, wo er sich aber im Rennen für die Beste Kamera George Clooneys Drama Good Night, and Good Luck geschlagen geben musste und Robert Elswit den Preis erhielt.
2009 folgte gemeinsam mit Roger Deakins eine weitere Oscar-Nominierung für Stephen Daldrys Literaturverfilmung Der Vorleser (2008).
Chris Menges lebt in Wales.

## Filmografie

### Kamera
- 1969: Kes – Regie: Ken Loach
- 1970/71: Black Beauty – Regie: James Hill
- 1971: Gumshoe – Regie: Stephen Frears
- 1979: Black Jack, der Galgenvogel (Black Jack) – Regie: Ken Loach
- 1979: Blutige Streiche (Bloody Kids) – Regie: Stephen Frears
- 1980: Babylon – Regie: Franco Rosso
- 1980: Erwartungen und Enttäuschungen – Looks and Smiles (Looks and smiles) – Regie: Ken Loach
- 1981: Couples and Robbers – Regie: Clare Peploe
- 1981: Lebenslänglich (A sense of freedom) – Regie: John Mackenzie
- 1981: Der Kampfkoloß (Warlords of the 21st Century) – Regie: Harley Cokeliss
- 1982: Local Hero – Regie: Bill Forsyth
- 1982: Walter – Regie: Stephen Frears
- 1983: Angel – Straße ohne Ende (Angel) – Regie: Neil Jordan
- 1983: Made in Britain – Regie: Alan Clarke
- 1984: Comfort and Joy – Regie: Bill Forsyth
- 1984: The Killing Fields – Schreiendes Land (The Killing Fields) – Regie: Roland Joffé
- 1985: Marie – Eine wahre Geschichte (Marie: A true story) – Regie: Roger Donaldson
- 1986: Mission – Regie: Roland Joffé
- 1986: Vaterland (Fatherland) – Regie: Ken Loach
- 1986: Walter and June – Regie: Stephen Frears
- 1987: Künstler, Killer & Kanonen (High season) – Regie: Clare Peploe
- 1987: Shy People – Bedrohliches Schweigen (Shy people) – Regie: Andrei Kontschalowski
- 1988: Zwei Welten (A World Apart)
- 1996: Michael Collins – Regie: Neil Jordan
- 1997: Der Boxer (The Boxer) – Regie: Jim Sheridan
- 2001: Das Versprechen (The pledge) – Regie: Sean Penn
- 2002: Der Dieb von Monte Carlo (The Good Thief) – Regie: Neil Jordan
- 2003: Kleine schmutzige Tricks (Dirty pretty things) – Regie: Stephen Frears
- 2004: Criminal – Regie: Gregory Jacobs
- 2005: Kaltes Land (North Country) – Regie: Niki Caro
- 2005: Three Burials – Die drei Begräbnisse des Melquiades Estrada – Regie: Tommy Lee Jones
- 2006: Tagebuch eines Skandals – Regie: Richard Eyre
- 2008: The Yellow Handkerchief – Regie: Udayan Prasad
- 2008: Stop-Loss – Regie: Kimberly Peirce
- 2008: Der Vorleser – Regie: Stephen Daldry
- 2010: Route Irish – Regie: Ken Loach
- 2010: London Boulevard – Regie: William Monahan
- 2011: Extrem laut & unglaublich nah (Extremely Loud & Incredibly Close) – Regie: Stephen Daldry
- 2013: Redemption – Stunde der Vergeltung (Hummingbird) – Regie: Steven Knight
- 2019: Waiting for the Barbarians

### Regie
- 1988: Zwei Welten (A World Apart)
- 1990: Crisscross – Überleben in Key West (Criss Cross)
- 1994: Probezeit (Second best)
- 1999: The Lost Son